# Cantone di La Roche-Bernard
Il Cantone di La Roche-Bernard era una divisione amministrativa dell'arrondissement di Vannes.
È stato soppresso a seguito della riforma complessiva dei cantoni del 2014, che è entrata in vigore con le elezioni dipartimentali del 2015.
Comprendeva i comuni di:
- Camoël
- Férel
- Marzan
- Nivillac
- Pénestin
- La Roche-Bernard
- Saint-Dolay
- Théhillac